# Wildemann (Clausthal-Zellerfeld)
Wildemann – dzielnica uzdrowiskowa miasta Clausthal-Zellerfeld w Niemczech, w kraju związkowym Dolna Saksonia, w powiecie Goslar. Do 31 grudnia 2014 miasto, wchodzące w skład gminy zbiorowej Oberharz. Leży w zachodniej części Harzu.

## Przypisy

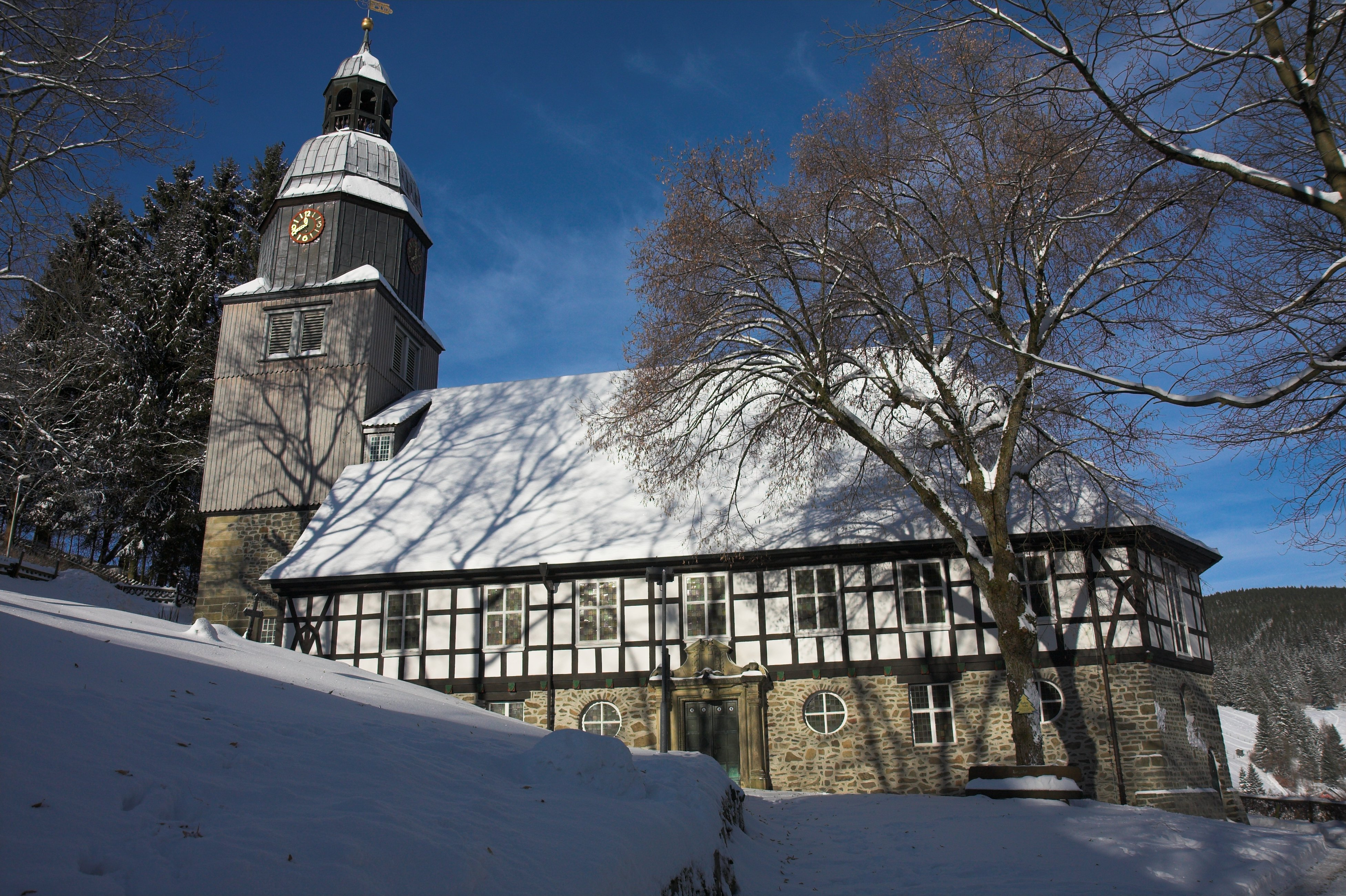
Kościół w Wildemann